# 上海金银业工人俱乐部
上海金银业工人俱乐部，是1922年成立的一个现代行业工会，由中国劳动组合书记部上海分部领导建立。

## 概述
1922年9月16日成立，在上海职工教育馆开成立大会，到会的有1600余人，上海的共产党人和知名人士高君宇、俞秀松、陈为人、邵力子、阮大时、王一知等到会发表演说；中共党员张静泉（即张人亚）任主席，吴忠法、庄向初等任执行委员。有会员800余人同年10月初，向银楼公所要求增加工资，改善待遇，遭拒绝；同时，执行委员中有3人开除（包括张人亚）；之后，10月6日起，组织全上海市银业工人进行罢工斗争，历时20多天，遭到失败。10月底，俱乐部被淞沪警察厅查封。